# أحمد السيد عطيف
أحمد بن يحيى محمد عطيف السيّد (1960) شاعر وكاتب وصحفي سعودي. ولد في قرية الحصامة. نشأ في جيزان وتعلّم فيها، ثمّ في أبها حيث درس الأدب واللغة في جامعة الإمام محمد بن سعود الإسلامية ، وتخرّج فيها عام 1983. درّس الأدب العربي في المراحل المتوسّطة والثانوية وبعض المعاهد في ماليزيا. نشر شعره في الصحف والمجلّات السعودية وله ديوان شعري بعنوان زجاج. تميز بأطروحاته الفقهية الحداثية.

## سيرته
ولد أحمد بن يحيى بن بن محمد عطيف السيد بقرية الحصامة سنة 1380 هـ/ 1960 م ونشأ في منطقة جيزان حيث تلقى تعلميه الابتدائي‌ والمتوسطة والثانوي، ثم انتقل إلى مدينة أبها حيث درس الأدب واللغة في جامعة الإمام محمد بن سعود الإسلامية وتخرج فيها 1983.

عمل مدرسًا للأدب العربي في المراحل المتوسطة والثانوية وبعض معاهد ماليزيا حيث سكن هناك منذ 1991. هو عضو في نادي جازان الأدبي.

## آرائه
يرى عطيف أن كل تيارات الإسلام السياسي هي خطر على الناس. وأن خطاب الصحوة استغل ظروفا سياسية إقليمية ومجتمعا متدينا فحبس خطواته حوالي 4 عقود. وقد تميز بأطروحاته الفقهية الحداثية.
وقد انسحب أحمد السيد عطيف من إحدى الأمسيات الشعرية بسبب منع النساء من دخول القاعة في 13 مارس 2012.

في كتابه تغطية العالم: بدعة الإلزام بتغطية الوجه 2010 حول الإسلام والمرأة، يقول «اليوم صار الغطاء راية سياسية، وشاهداً ميدانياً على انتشار أو انحسار هذا التيار السياسي أو ذاك ولأن غطاء الوجه يجد أصوله في التراث فقد حاولت أن أبحث في هذا التراث عن تلك الأصول، ورأيت أن أفضل مكان للبحث هو كتب التفسير التي تصدت للآيات ذات الصلة بلباس المرأة وحشمة مظهرها فأسستْ للآراء الفقهية المتعلقة بالنقاب.» 

## مؤلفاته
- زجاج، ديوان شعري[7]
- تغطية العالم: بدعة الإلزام بتغطية الوجه، عن الإسلام والمرأة، 2011. يعالج فيه الذي مُنع في السعودية، في «حشد مختلف الفتاوى القائلة بوجوب ارتداء المرأة المسلمة للنقاب، على اعتبار أن الوجه الأنثوي عورة. وفي المقابل يستشهد بفتاوى مضادة ترفض حجب الوجه خلف الستار.» [8]

## وصلات خارجية‌
- أحمد السيد عطيف في شبكة العربية